# Falconius bedoti
Falconius bedoti är en insektsart som först beskrevs av Bolívar, I. 1909.  Falconius bedoti ingår i släktet Falconius och familjen torngräshoppor. Inga underarter finns listade i Catalogue of Life.